# Karl Emil Wild

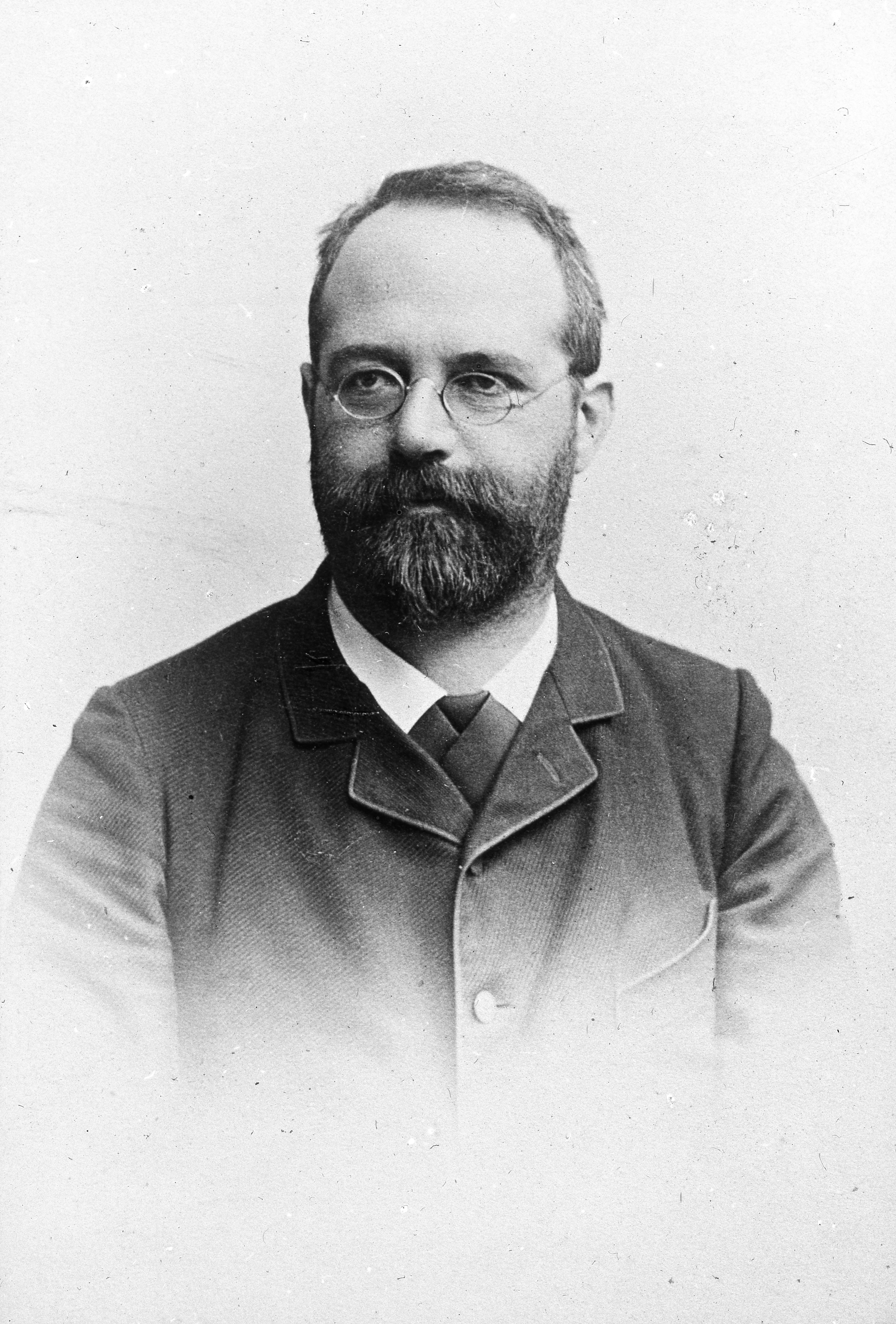
Karl Emil Wild (ca. 1900)

Karl Emil Wild (* 27. Juni 1856 in St. Gallen; † 17. Februar 1923 in St. Gallen; heimatberechtigt in St. Gallen) war ein Schweizer Politiker und Architekt.
Wild war der Sohn des Arztes Bernhard Wild und der Wilhelmina Wild (geb. Brunner). 1883 heiratete er Clara Gsell.
Er studierte 1875–1878 Architektur an der Technischen Hochschule Stuttgart und wirkte hinterher in Zürich und St. Gallen. Er war unter anderem der Erbauer des Städtischen Waisenhauses auf dem Girtannersberg in St. Gallen.
1882–1923 war Wild der Direktor des Industrie- und Gewerbemuseums St. Gallen, das neben den Sammlungen auch eine Stickereifachschule und eine Zeichenschule umfasste. 1886 bezog das Museum den von Gustav Gull geplanten und von Wild ausgeführten Neubau an der Vadianstrasse (umgangssprachlich «Palazzo Rosso»). Wild amtierte ausserdem 1891–1923 für die FDP als Kantonsrat und 1893–1919 als Nationalrat. In der eidgenössischen Fabrikkommission befürwortete er den Achtstundentag. Auch als Präsident des Zentralverbands der Stickereiindustrie setzte er sich für bessere Arbeitsbedingungen in den Textilunternehmen der Ostschweiz und des Vorarlbergs ein.
Als Vertreter des Kaufmännischen Direktoriums St. Gallen wurde er 1898 in die Aufsichtskommission gewählt, die vom Kanton mit der Einrichtung einer «Höheren Schule für Handel, Verkehr und Verwaltung» betraut wurde. Er gehört somit zu den Mitbegründern der Handelsakademie (heute Universität St. Gallen (HSG)) und wurde zu ihrem ersten Direktor (1899–1903) bestimmt. Er gehörte selbst nie zum Lehrkörper der Schule, hielt aber mehrmals öffentliche Vorlesungen zur Textilwirtschaft.